# Мур, Бобби
Ро́берт Фре́дерик Че́лси (Бо́бби) Мур (англ. Robert Frederick Chelsea «Bobby» Moore; 12 апреля 1941, Баркинг, Лондон — 24 февраля 1993, Лондон) — английский футболист, выступавший на позиции центрального защитника. Больше десяти лет был капитаном лондонского клуба «Вест Хэм Юнайтед». Также был капитаном сборной Англии, выигравшей чемпионат мира 1966 года. На его счету 108 матчей в составе национальной сборной Англии.
Признаётся одним из величайших защитников в истории. Пеле заявил, что Бобби Мур был лучшим защитником, против которого он играл.

## Клубная карьера
Бобби Мур родился в 1941 году в Баркинге, на северо-востоке Большого Лондона. В детстве играл в футбол на уровне школ, в 15 лет прошёл отбор в «Вест Хэм Юнайтед». Тренеры не сразу оценили перспективы Мура, посчитав, что он недостаточно хорош при игре на втором этаже. Лишь усердная работа над собой позволила Бобби остаться в футболе.
В сентябре 1958 года Мур дебютировал в составе «молотобойцев» в матче с «Манчестер Юнайтед». Футболист взял 6-й номер, который до этого в «Вест Хэме» носил Малкольм Элиссон, центральный защитник, проведший в команде всю свою карьеру. Элиссон, который был наставником Бобби, закончил карьеру в 1957 из-за туберкулёза. Именно за его место боролся Мур, с каждым сезоном проводя всё больше матчей. При этом он успевал совмещать профессиональный футбол с игрой в крикет — вместе с одноклубником Джеффом Херстом в молодёжной сборной Эссекса.
С апреля 1960 года Мур стал игроком основы «Вест Хэма», а через два года дебютировал в сборной Англии и вскоре стал её капитаном. В 1964 выиграл свой первый крупный трофей — Кубок Англии и стал игроком года по версии журналистов. Годом позже к «Вест Хэму» пришёл успех и на международной арене, в финале Кубка обладателей кубков «молотобойцы» обыграли «Мюнхен 1860» (2:0) и впервые стали обладателями этого трофея.
Всего в составе «Вест Хэма» Мур выступал на протяжении 15 сезонов, причём более десяти лет являлся капитаном команды (за свою уверенную и самоотверженную игру он получил от болельщиков прозвище «железный капитан»). Провёл за клуб более 600 матчей.
В 1974 году в возрасте 33-х лет Мур перешёл в «Фулхэм», где отыграл три сезона и несмотря на возраст являлся основным защитником команды. С «дачниками» он дошёл до финала Кубка Англии в 1975 году, но по иронии судьбы его клуб уступил «Вест Хэму».
На закате карьеры Мур два года выступал в составе североамериканских команд, а в 1979 году перебрался в датский «Хернинг Фремад», за который провёл всего девять матчей и объявил о завершении карьеры. Несмотря на это в 1983 году он вернулся в большой футбол и провёл три матча в составе клуба «Каролина Лайтин» из США, после чего окончательно повесил бутсы на гвоздь.

## Международная карьера

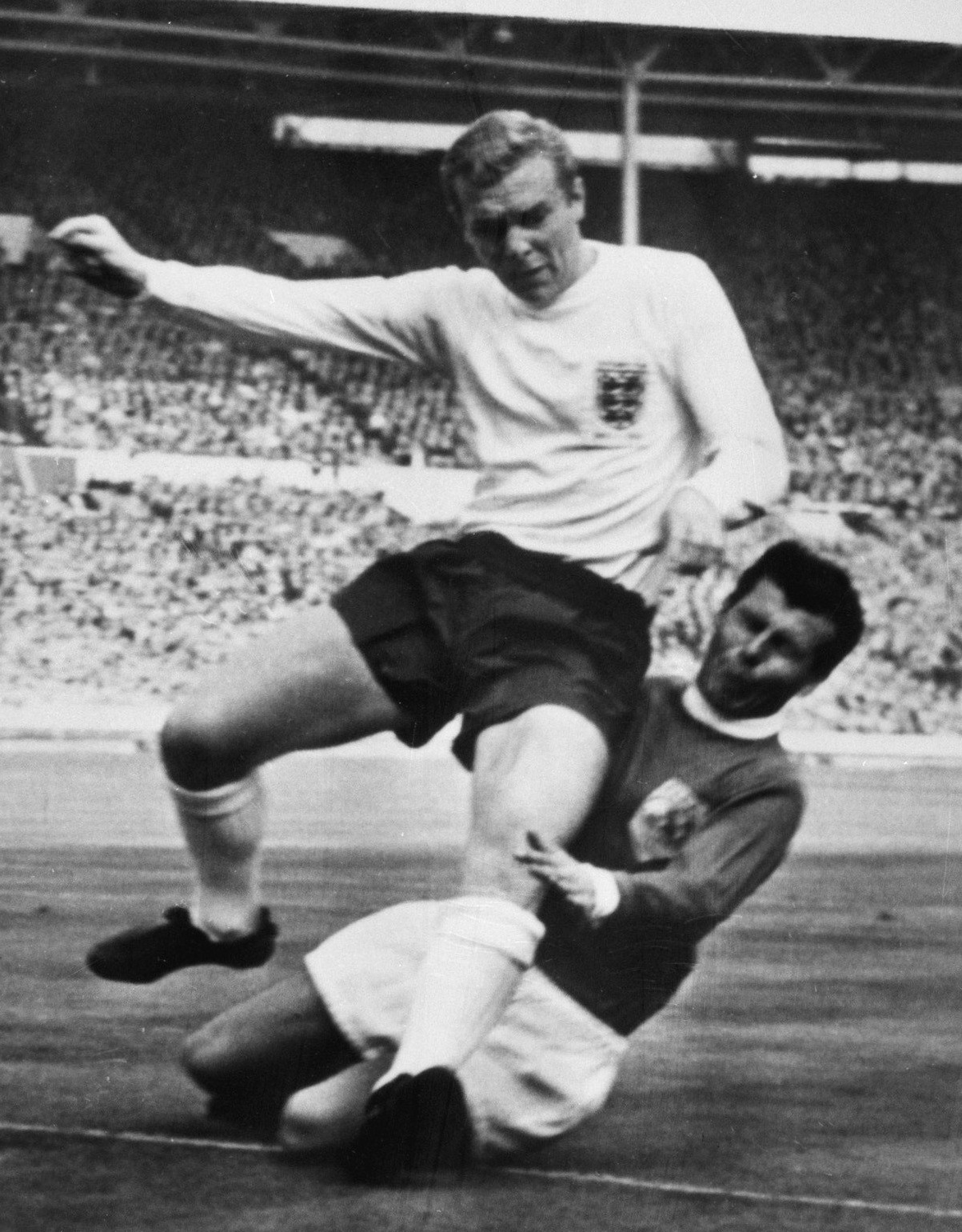
Бобби Мур в составе сборной Англии борется за мяч против Йозефа Масопуста, 1963 год

Дебют защитника за сборную Англии состоялся в начале 1962 года, а уже летом он отправился в её составе на чемпионат мира в Чили.
В 24 года Мур получил капитанскую повязку в сборной и стал одним из главных творцов победы на домашнем для англичан чемпионате мира 1966 года. Во многом именно благодаря игре Мура, а также голкипера Гордона Бэнкса англичане дошли до финала турнира, не пропустив при этом ни одного гола с игры (единственный мяч был пропущен в полуфинале против португальцев с пенальти). В финальном матче против сборной ФРГ при счёте 3:2 Мур выдал голевой пас на своего одноклубника Джеффри Херста, который окончательно снял все вопросы о победителе матча и турнира в целом. По итогам чемпионата Мур получил «серебряный мяч» и вошёл в символическую сборную турнира.
В дальнейшем Мур принял участие в чемпионате Европы 1968 и чемпионате мира 1970, однако новых побед англичанам эти турниры не принесли. Всего за сборную Бобби провёл 108 матчей, что является пятым результатом в её истории.

## Тренерская карьера
Стать успешным тренером Муру не удалось. Он короткое время поработал с английскими «Оксфорд Сити» и «Саутенд Юнайтед», а также с гонконгским клубом «Истерн», однако добиться каких либо успехов не сумел и в 1986 году завершил тренерскую карьеру.

## Личная жизнь
Мур и его жена, Тина, познакомились в 1957 году, через 5 лет они сыграли свадьбу. У пары двое детей: Дин и Роберта. В 1984 году Бобби и Тина развелись. В 1991 году Мур женился во второй раз на Стефани Пэрлейн и жил с ней в браке вплоть до своей смерти.
В 1991 году сообщалось, что у Мура, который ранее излечился от рака яичек, возможно рак кишечника, хотя на тот момент информация не подтвердилась. 14 февраля 1993 сам Мур публично объявил, что болен раком кишечника и раком печени. Через 10 дней он скончался, 2 марта прошли похороны Мура.

## Наследие

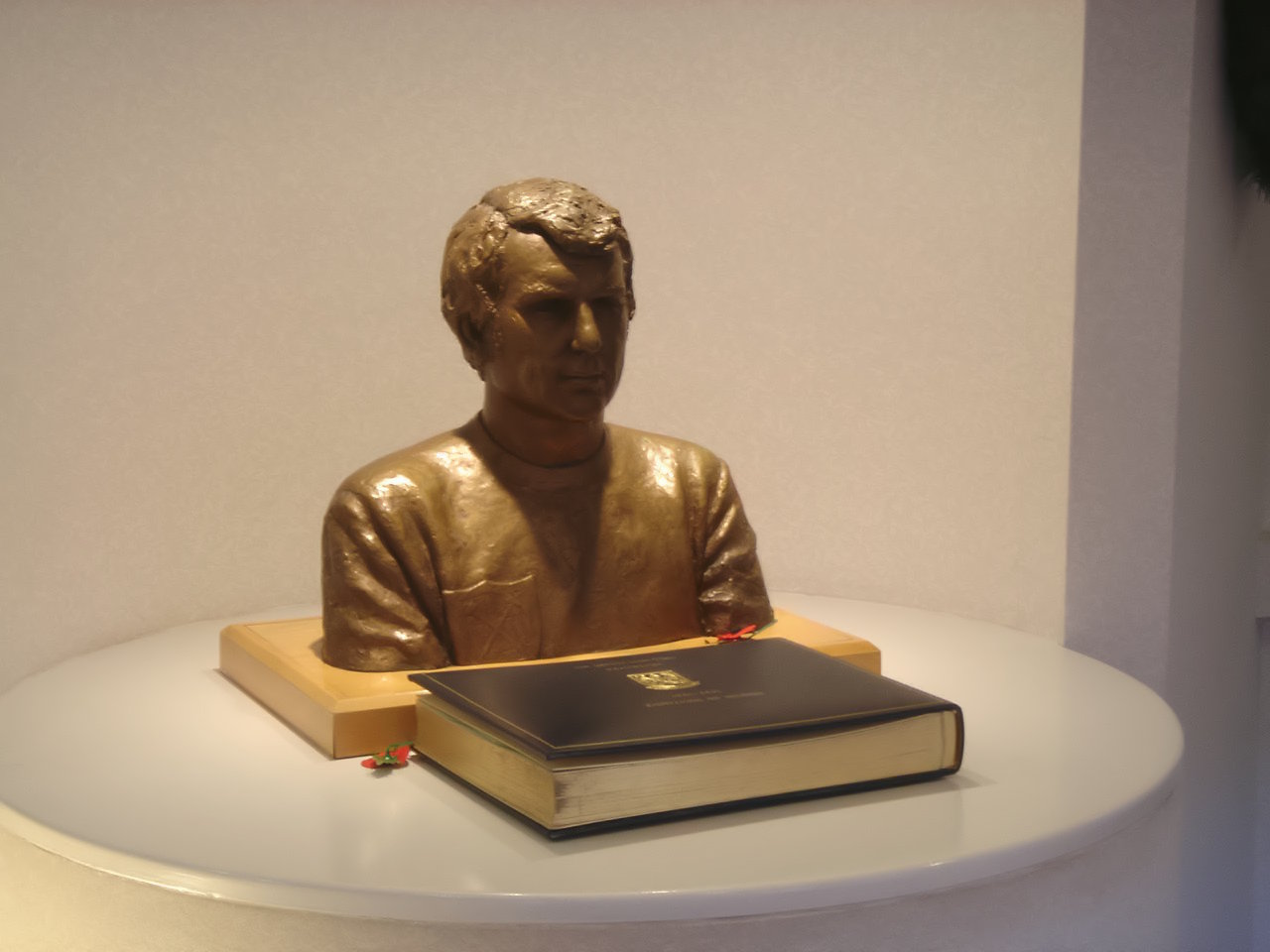
Бюст Бобби Мура в фойе трибуны стадиона «Болейн Граунд»

В 2004 году Мур был признан «золотым игроком» (лучшим футболистом своей страны за последние 50 лет), получив юбилейную награду ФИФА. Он был в числе первых 22 футболистов, введённых в только что созданный Зал славы английского футбола. «Вест Хэм» в 2008 закрепил за защитником 6-й номер.
У открытого после реконструкции «Уэмбли» 11 мая 2007 года была установлена 6-метровая бронзовая статуя Мура.
Организованный Стефани Мур благотворительный фонд Bobby Moore Fund проводит большую работу по сбору средств и привлечению внимания к раку кишечника. В 2013 году состоялась приуроченная к 20-летию со дня смерти Мура акция «Make Bobby Proud», собравшая почти 19 миллионов фунтов стерлингов пожертвований.

## Достижения

### Командные
«Вест Хэм Юнайтед»
- Обладатель Кубка Англии: 1963/64
- Обладатель Суперкубка Англии: 1964
- Победитель Кубка обладателей кубков: 1964/65

Сборная Англии
- Победитель чемпионата мира: 1966
- Бронзовый призёр чемпионата Европы: 1968
- Победитель Домашнего чемпионата Великобритании (9): 1963/64*, 1964/65, 1965/66, 1967/68, 1968/69, 1969/70*, 1970/71, 1971/72*, 1972/73 (* — разделённые победы)

### Личные
- Футболист года по версии Ассоциации футбольных журналистов: 1964
- Лучший игрок сезона в «Вест Хэм Юнайтед» (4): 1961, 1963, 1968, 1970
- Спортсмен года по версии Би-би-си: 1964
- Входит в символическую сборную чемпионата мира: 1966
- Обладатель «Серебряного мяча» чемпионата мира: 1966
- Входит в состав символической сборной по итогам чемпионата Европы по версии УЕФА: 1968
- Включён в список 100 легенд Футбольной лиги: 1998
- Обладатель награды АФЖ за заслуги перед футболом: 1990
- Включён в Зал славы английского футбола: 2002
- Включён в сборную чемпионатов мира всех времен: 2002
- Юбилейная награда ФИФА: 2003
- Включён в список величайших футболистов XX века по версии World Soccer